# Trofeo Mundial por equipos de patinaje artístico sobre hielo de 2013
El Trofeo Mundial por equipos de 2013 fue una competición de patinaje artístico sobre hielo celebrada en Tokio, Japón, del 11 al 14 de abril de 2013. Los seis países que obtuvieron los mejores resultados de la temporada fueron seleccionados para tomar parte en la competición. Cada país participó con dos patinadores en las disciplinas de patinaje individual femenino y masculino, y sendas parejas en patinaje en parejas y danza sobre hielo, excepto Japón que no tomó parte en la competición de patinaje en parejas. El equipo estadounidense se clasificó en primer lugar, seguido por Canadá en segundo puesto y Japón en tercero. 

## Resultados
Los países clasificados para tomar parte en el evento fueron Canadá, Estados Unidos, Japón, Rusia, Francia y China. Japón no participó en patinaje en parejas debido a la separación del equipo formado por  Narumi Takahashi y Mervin Tran. En patinaje individual masculino, el canadiense Patrick Chan ganó el programa corto, pero en el programa libre le adelantó el japonés Daisuke Takahashi. La rusa Adelina Sotnikova ganó en programa corto en patinaje individual femenino, pero terminó sexta en el programa libre. Akiko Suzuki, de Japón, ganó este segmento de la competición. Tatiana Volosozhar y Maksim Trankov dominaron la competición de patinaje en parejas, y Madison Chock y Evan Bates fueron los ganadores en danza sobre hielo.

### Clasificación por equipos
| Clasificación | Medallas | Equipo         | País           | Puntuación total |
| ------------- | -------- | -------------- | -------------- | ---------------- |
| 1             | Oro      | Estados Unidos | Estados Unidos | 57               |
| 2             | Plata    | Canadá         | Canadá         | 51               |
| 3             | Bronce   | Japón          | Japón          | 49               |
| 4             |          | Rusia          | Rusia          | 39               |
| 5             |          | China          | China          | 35               |
| 6             |          | Francia        | Francia        | 31               |

### Patinaje individual masculino
| Clasificación | País           | Nombre             | Puntos | Programa corto | Programa libre | Puntos de equipo |
| ------------- | -------------- | ------------------ | ------ | -------------- | -------------- | ---------------- |
| 1             | Japón          | Daisuke Takahashi  | 249,52 | 2              | 1              | 12               |
| 2             | Canadá         | Patrick Chan       | 240,21 | 1              | 5              | 11               |
| 3             | Canadá         | Kevin Reynolds     | 237,65 | 9              | 2              | 10               |
| 4             | Estados Unidos | Max Aaron          | 236,62 | 6              | 3              | 9                |
| 5             | Japón          | Takahito Mura      | 233,68 | 5              | 4              | 8                |
| 6             | Estados Unidos | Jeremy Abbott      | 231,84 | 4              | 6              | 7                |
| 7             | Francia        | Brian Joubert      | 227,95 | 8              | 7              | 6                |
| 8             | Rusia          | Maksim Kovtun      | 221,79 | 7              | 8              | 5                |
| 9             | China          | Han Yan            | 207,81 | 10             | 9              | 4                |
| 10            | China          | Yi Wang            | 183,57 | 11             | 10             | 3                |
| 11            | Francia        | Romain Ponsart     | 165,59 | 12             | 11             | 2                |
| 12            | Rusia          | Konstantin Menshov |        | 3              | Retirado       | 0                |

### Patinaje individual femenino
| Clasificación | País           | Nombre                  | Puntos | Programa corto | Programa libre | Puntos de equipo |
| ------------- | -------------- | ----------------------- | ------ | -------------- | -------------- | ---------------- |
| 1             | Japón          | Akiko Suzuki            | 199,58 | 2              | 1              | 12               |
| 2             | Estados Unidos | Ashley Wagner           | 188,60 | 4              | 2              | 11               |
| 3             | Estados Unidos | Gracie Gold             | 188,03 | 3              | 3              | 10               |
| 4             | Rusia          | Adelina Sotnikova       | 183,10 | 1              | 6              | 9                |
| 5             | Japón          | Mao Asada               | 177,36 | 5              | 5              | 8                |
| 6             | China          | Zijun Li                | 171,50 | 9              | 4              | 7                |
| 7             | Canadá         | Kaetlyn Osmond          | 164,85 | 7              | 7              | 6                |
| 8             | Francia        | Mae Berenice Meite      | 159,71 | 6              | 9              | 5                |
| 9             | China          | Kexin Zhang             | 155,49 | 8              | 10             | 4                |
| 10            | Rusia          | Yelizaveta Tuktamysheva | 152,16 | 10             | 8              | 3                |
| 11            | Canadá         | Gabrielle Daleman       | 140,82 | 12             | 11             | 2                |
| 12            | Francia        | Lenaelle Gilleron-Gorry | 121,80 | 11             | 12             | 1                |

### Patinaje en parejas
| Clasificación | País           | Nombre                              | Puntos | Programa corto | Programa libre | Puntos de equipo |
| ------------- | -------------- | ----------------------------------- | ------ | -------------- | -------------- | ---------------- |
| 1             | Rusia          | Tatiana Volosozhar / Maksim Trankov | 210,47 | 1              | 1              | 12               |
| 2             | Canadá         | Meagan Duhamel / Eric Radford       | 191,12 | 2              | 2              | 11               |
| 3             | China          | Cheng Peng / Hao Zhang              | 174,40 | 4              | 3              | 10               |
| 4             | Francia        | Vanessa James / Morgan Cipres       | 174,31 | 3              | 4              | 9                |
| 5             | Estados Unidos | Marissa Castelli / Simon Shnapir    | 172,30 | 5              | 5              | 8                |

### Danza sobre hielo
| Clasificación | País           | Nombre                        | Puntos | Danza corta | Danza libre | Puntos de equipo |
| ------------- | -------------- | ----------------------------- | ------ | ----------- | ----------- | ---------------- |
| 1             | Estados Unidos | Madison Chock / Evan Bates    | 164,91 | 1           | 1           | 12               |
| 2             | Canadá         | Kaitlyn Weaver / Andrew Poje  | 160,08 | 2           | 2           | 11               |
| 3             | Rusia          | Ksenia Monko / Kiril Jaliavin | 149,27 | 3           | 3           | 10               |
| 4             | Japón          | Cathy Reed / Chris Reed       | 162,00 | 4           | 4           | 9                |
| 5             | Francia        | Pernelle Carron / Lloyd Jones | 138,97 | 5           | 5           | 8                |
| 6             | China          | Xiaoyang Yu / Chen Wang       | 113,76 | 6           | 6           | 7                |

## Premios en metálico
| Clasificación | Premio por equipo |
| --- | ----------------- |
| 1.º | 200 000           |
| 2.º | 170 000           |
| 3.º | 160 000           |
| 4.º | 150 000           |
| 5.º | 140 000           |
| 6.º | 130 000           |
| Los patinadores en disciplinas individuales recibieron un 15 % de la cantidad ganada por su equipo. Las parejas de danza y patinaje en pareja recibieron 20 %. Las federaciones nacionales de patinaje pueden retener hasta un 10 % de la cantidad. |                   |